# فروید (دهانه)
فروید یک دهانه برخوردی در ماه است.